# 田沢湖線
田沢湖線（たざわこせん）は、秋田県大仙市の大曲駅から岩手県盛岡市の盛岡駅を結ぶ、東日本旅客鉄道（JR東日本）の鉄道路線（地方交通線）である。岩手県から秋田県中央部を経由し、奥羽山脈を越えて東北本線と奥羽本線を連絡する路線で、秋田新幹線が走行している。
JR東日本の『有価証券報告書』では盛岡駅が起点、大曲駅が終点として記載されているが、国土交通省鉄道局監修『鉄道要覧』では大曲駅が起点、盛岡駅が終点として掲載されている。

## 概要
地方交通線とはいえ、東北本線沿線から秋田方面への重要な連絡路線としての需要もあり、1996年（平成8年）より1年間運休して軌間を新幹線と同じ1,435 mmの標準軌へ拡幅する改軌工事を行い、翌1997年（平成9年）よりミニ新幹線である秋田新幹線ルートとして東京駅からの直通運転が行われている。JRの在来線では山形新幹線が運行される奥羽本線の福島駅 - 新庄駅間（通称山形線）および当線と同じく秋田新幹線が運行される奥羽本線大曲駅 - 秋田駅間と共に標準軌を採用している数少ない路線である。また地方交通線では唯一の標準軌路線である。全線が単線であり、上下の秋田新幹線「こまち」が途中駅や信号場で列車交換を行う光景が見られる。
盛岡駅 - 雫石駅間ではICカード乗車券「Suica」が利用可能となっている。なおこのほか、秋田新幹線停車駅には「新幹線eチケットサービス」「タッチでGo!新幹線」用ICカード改札機が設置されているが、こちらは在来線列車用ではない（後者の場合、運賃に特急料金を加えた額が出場時にICカード残額から引落とされる）。

## 路線データ
- 管轄（事業種別）：東日本旅客鉄道（第一種鉄道事業者）
- 路線距離：大曲駅 - 盛岡駅 75.6 km
- 駅数：18（起終点駅を含む）
  - 田沢湖線所属駅に限定した場合、起終点駅（大曲駅は奥羽本線、盛岡駅は東北本線の所属[7]）が除外され、16駅となる。
- 信号場数：2
- 軌間：1,435 mm
- 複線区間：なし（全線単線）
- 電化区間：全線（交流50 Hz・20,000 V）
  - ただし盛岡駅新幹線ホーム付近は交流50 Hz・25,000 V、デッドセクションは盛岡駅構内の東北新幹線・田沢湖線分岐ポイント付近にある。
- 保安装置：ATS-P
- 運転指令所：秋田総合指令室 (CTC)
- 最高速度：優等列車130 km/h、普通列車110 km/h
- 最急勾配：25.1 ‰（田沢湖駅 - 赤渕駅間）
- IC乗車カード対応区間
  - Suica盛岡エリア：雫石駅 - 盛岡駅間

大曲駅 - 志度内信号場間が秋田支社、大地沢信号場 - 盛岡駅間が盛岡支社、の管轄である。

## 歴史
盛岡と大曲を結ぶ横断線として軽便鉄道法を準用して建設された路線である。盛岡側は橋場軽便線（はしばけいべんせん）として1922年に盛岡 - 橋場（現在休止、実質廃止）間が、大曲側は生保内軽便線（おぼないけいべんせん）として1923年に大曲 - 生保内（現在の田沢湖）間が開業した。1922年に、それぞれ橋場線（はしばせん）、生保内線（おぼないせん）と改称されている。
大正末期には全通計画が企画され、調査までされていたものの、緊縮財政のため見送られた。昭和に入り、ようやく同区間の計画が認められ、橋場 - 生保内間が工事線生橋線（せいきょうせん）として着工された。着工時にはすでに全区間の工事計画は鉄道大臣による認可をされており、あとは施工するだけであった。この時の計画は、国見温泉方面を経由した国道46号線仙岩峠旧道（現在は秋田側が廃道）に近似したルートであった。
ところが、生保内から志度内の手前数十メートルまで路盤ができ線路も敷設した時点で日中戦争の激化により中止された上、1944年には橋場線の雫石 - 橋場間が不要不急線として休止されてしまった。レールは取り外されて、貨物輸送で磨り減った山田線のレール交換に使われた。
戦後、横黒線（現：北上線）と花輪線の輸送難の緩和と盛岡・秋田両都市の短絡を目的に、両線を結ぶ鉄道の建設運動が再び起こったが、建設調査では戦前の工事計画は放棄され、橋場手前の赤渕附近で分岐させ志度内へ短絡させる計画となった。これにより、雫石 - 赤渕間は橋場線復活扱いではなく、『日本鉄道建設公団工事線生橋線』の一部として着工することとなった。同区間は建設後、休止中の橋場線盛岡 - 雫石間への編入がされた。この結果、休止中の橋場線雫石 - 橋場間と、新線として建設後編入された橋場線雫石 - 赤渕間が事実上併存する形となった。経路から外れた赤渕 - 橋場間は放棄されたが、正式な廃止手続きは行われなかった。
1966年に全通し、生保内線・生橋線を橋場線に編入し、その橋場線が田沢湖線と改称された。全通後も比較的地味なローカル線であったが、1982年の東北新幹線盛岡開業に伴って、盛岡 - 秋田間の連絡ルートとして電化工事が行なわれ（約1年間、赤渕 - 田沢湖間でバス代行運転が行われた）、新幹線接続特急「たざわ」が運行を開始した。
国鉄分割民営化時には、JRの基本計画上で起終点が逆になったが、現在も路線の起点であることを示す0キロポストは盛岡駅にある。また、休止中の橋場線雫石 - 橋場間は東日本旅客鉄道へは承継されず（遅くともこの時点で鉄道路線としては廃線となる）、敷地は日本国有鉄道清算事業団へ承継されている。
その後、東京 - 秋田間のミニ新幹線構想が浮上し、田沢湖線はそのルートの一部になった。約1年間にわたり列車を運行停止して新幹線と同じ軌間1,435 mmに改軌が行なわれ、1997年に秋田新幹線が開業。新在直通特急「こまち」が運行を開始した。

### 橋場軽便線→橋場線・生橋線
- 1921年（大正10年）6月25日：盛岡 - 雫石間 (16.0 km) が橋場軽便線として新規開業、大釜・小岩井・雫石の各駅を新設。
- 1922年（大正11年）
  - 7月15日：雫石 - 橋場間 (7.7 km) が延伸開業、橋場駅を新設。
  - 9月2日：橋場線と改称[10]。
- 1944年（昭和19年）10月1日：雫石 - 橋場間 (-7.7 km) が休止、橋場駅を休止。
- 1961年（昭和36年）7月1日：気動車の運転を開始[11]。
- 1964年（昭和39年）9月10日：雫石 - 赤渕間 (6.0 km) の生橋線が完成し橋場線に編入して開業（雫石 - 赤渕間は旅客営業のみ）、春木場・赤渕の両駅を新設。

### 生保内軽便線→生保内線
- 1921年（大正10年）
  - 7月30日：大曲 - 角館間 (16.8 km) が生保内軽便線として新規開業、羽後四ツ屋・羽後長野・角館の各駅を新設。
  - 12月11日：角館 - 神代間 (6.0 km) が延伸開業、神代駅を新設。
- 1922年（大正11年）9月2日：生保内線と改称[10]。
- 1923年（大正12年）8月31日：神代 - 生保内間 (12.7 km) が延伸開業、刺巻・生保内の両駅を新設。
- 1955年（昭和30年）7月10日：生田駅を新設。
- 1960年（昭和35年）4月1日：鑓見内駅を新設。
- 1965年（昭和40年）11月21日：北大曲・鶯野の両駅を新設。
- 1966年（昭和41年）
  - 10月1日：生保内駅を田沢湖駅に改称。
  - 10月19日：C11形の運行終了により無煙化。
  - 10月20日：生保内線を橋場線に編入。

### 田沢湖線
- 1966年（昭和41年）10月20日：生橋線赤渕 - 田沢湖間 (18.1 km) が完成し開業、橋場線に生保内線とともに編入し田沢湖線と改称。大地沢・志度内の両信号場を新設。
- 1975年（昭和50年）3月2日：電化起工[12]。
- 1977年（昭和52年）6月30日：午前6時35分ごろ 、大地沢信号場付近を走行していた5両編成の盛岡発大曲行き普通列車の3両目が出火、全焼する事故が発生（負傷者ゼロ）[13]。
- 1981年（昭和56年）12月25日：CTC使用開始[14]。
- 1982年（昭和57年）
  - 4月1日：全線の貨物営業を廃止。
  - 11月15日：全線を電化（交流50 Hz・20 kV）[15]。
- 1987年（昭和62年）4月1日：国鉄分割民営化に伴い東日本旅客鉄道が第一種鉄道事業者として大曲 - 盛岡を承継（基本計画による。ただし実際には起終点変わらず）。
  - 橋場線雫石 - 橋場間は国鉄清算事業団へ承継。
- 1991年（平成3年）3月16日：田沢湖線全線の最高速度を従来の95 km/hから110 km/hに向上[16]。
- 1996年（平成8年）
  - 3月30日：改軌工事のため全線休止、バス代行を実施[17]。
    - 盛岡 - 大曲間の直通便はJRバス東北盛岡支店、各駅停車便は盛岡 - 田沢湖間が岩手観光バス・岩手県北バス、田沢湖 - 大曲間は羽後交通が担当[17]。
    - 特急「たざわ」の代替として、北上線経由で北上 - 秋田間に新幹線接続特急「秋田リレー」が設定された。

  - 10月1日 - 盛岡支社と秋田支社の境界を志度内信号場 - 田沢湖駅間から大地沢信号場 - 志度内信号場に変更 [8]。
- 1997年（平成9年）3月22日：全線を1,067 mmから1,435 mmに改軌し営業再開、秋田新幹線「こまち」運行開始。普通列車のワンマン運転開始[18][注釈 1]。
- 2020年（令和2年）
  - 7月8日：この日までに、赤渕駅 - 田沢湖駅間で、トンネル内携帯電話不通区間が解消[19]。
  - 11月15日：羽後長野駅 - 鑓見内駅間の斉内川橋梁架替工事に伴い、一部列車が部分運休[20]。
- 2021年（令和3年）7月26日：JR東日本と秋田県が赤渕駅 - 田沢湖駅間約15 kmに設置する「新仙岩トンネル」整備を推進する覚書を締結[21][22]。
- 2023年（令和5年）
  - 3月18日：前潟駅を新設[23][24][25]。
  - 5月27日：盛岡駅 - 雫石駅間においてICカード「Suica」の利用が可能となる[5][6]。
- 2025年（令和7年）3月15日：赤渕 - 田沢湖間でワンマン運転を開始[26]。

## 運行形態
国鉄分割民営化時に当時の運輸省に提出された基本計画や鉄道要覧記載上の起点は大曲駅だが、盛岡から大曲・秋田方面に向かう列車が下り、逆が上りとなっている。

### 広域輸送
秋田新幹線ルートの一部として東北新幹線直通特急「こまち」が東京駅 - 秋田駅間で運行されている。秋田新幹線開業以前は、盛岡駅 - 秋田駅・青森駅間に特急「たざわ」が運行されていたが、改軌工事の開始に伴って廃止された。田沢湖線内は途中、田沢湖駅と角館駅に停車し、うち4往復はさらに雫石駅にも停車する(大曲駅 - 秋田駅間の奥羽本線区間は無停車)。上り東京行き始発と、下り秋田行き最終は田沢湖線内を無停車で運行し、前者はさらに上野駅も通過する。
新在直通開始後、輸送指令は秋田支社の管轄になった。

### 地域輸送
普通列車は、岩手県側は盛岡駅 - 雫石駅間が1 - 2時間に1本の運行、雫石駅 - 赤渕駅間は運行本数が少なく5 - 7時間以上運行がない時間帯がある。秋田県側は田沢湖駅・角館駅 - 大曲駅間で2 - 3時間に1本程度の運行で、田沢湖駅 - 角館駅間は6 - 7時間以上運行のない時間帯がある。盛岡駅 - 大曲駅間の全線直通の普通列車は上り下りともに3本、合計3往復6本と非常に少ない。県をまたいでの利用客が少ないためか、県境の赤渕駅 - 田沢湖駅間を運転する普通列車は前述の6本に加えて盛岡駅 - 田沢湖駅間の区間運転の列車が1往復の合計4往復8本が設定されているのみで、8時間以上運行がない時間帯がある。そのため、短距離区間の乗車であっても秋田新幹線「こまち」を利用する客も少なくない。岩手県側では各駅で宅地開発の進む盛岡都市圏の通勤通学輸送が主という路線になっている。
雫石駅・田沢湖駅・角館駅では、秋田新幹線の待ち合わせをする列車が多い。
土曜日には昼間の大曲駅 - 角館駅間の列車1往復が田沢湖駅まで延長運行される。
全線電化区間でありながら、秋田県が特急列車の運転に必要な最小限の変電所のみでよいとしたため、特急列車以外は電車化されず、長年に渡ってローカル列車は奥羽本線から直通の機関車けん引の客車列車以外は気動車を使用していたが、改軌工事の完成（秋田新幹線開業）時に電車化され同時に一部列車でワンマン運転を実施している。
なお、秋田新幹線が開業した際には大曲駅でスイッチバックを行って奥羽本線秋田駅へ至る方式が採られたことや、従前より普通列車については奥羽本線横手方面からの直通列車しか運行していなかった関係で、山形線のような愛称路線名で呼ばれず田沢湖線のままで定着している。

### 全国花火競技大会時の臨時列車
秋田県大仙市での全国花火競技大会開催時は、秋田新幹線「こまち」の大曲駅発着列車を大幅に増発する。また盛岡駅・田沢湖駅 - 大曲駅間には普通列車「ナイアガラ」も運転される。
秋田新幹線の臨時列車運行の関係で、たびたび時刻（季節運行による変更）や発着駅（大曲の花火関連）が変更される列車がある。

## 使用車両

### 現在の使用車両
専用の701系電車（標準軌仕様の5000番台。秋田総合車両センター南秋田センター所属）が普通列車に使用されている。

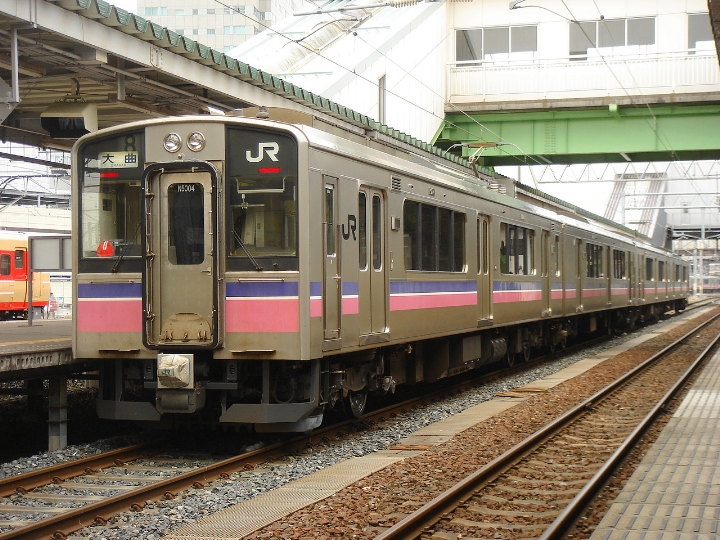
701系5000番台

### 過去の使用車両
- 485系電車 - 特急「たざわ」
- キハ58系気動車 - 急行「たざわ」、普通列車
- キハ52形、キハ40系気動車 - 普通列車

## 駅一覧
- ：秋田新幹線「こまち」停車駅（詳細は列車記事もしくは秋田新幹線を参照）
- 線路（全線単線） … ◇・∨・∧：列車交換可、｜：列車交換不可

| 駅名         | 営業キロ | 営業キロ | 接続路線                                                                                      | 線路 | 所在地 | 所在地        |
| 駅名         | 駅間     | 累計     | 接続路線                                                                                      | 線路 | 所在地 | 所在地        |
| ------------ | -------- | -------- | --------------------------------------------------------------------------------------------- | ---- | ------ | ------------- |
| 盛岡駅       | -        | 0.0      | 東日本旅客鉄道： 東北新幹線・■東北本線・■山田線・■花輪線 IGRいわて銀河鉄道：■いわて銀河鉄道線 | ∨    | 岩手県 | 盛岡市        |
| 前潟駅       | 3.4      | 3.4      |                                                                                               | ｜   | 岩手県 | 盛岡市        |
| 大釜駅       | 2.6      | 6.0      |                                                                                               | ◇    | 岩手県 | 滝沢市        |
| 小岩井駅     | 4.5      | 10.5     |                                                                                               | ◇    | 岩手県 | 滝沢市        |
| 雫石駅       | 5.5      | 16.0     |                                                                                               | ◇    | 岩手県 | 岩手郡 雫石町 |
| 春木場駅     | 2.7      | 18.7     |                                                                                               | ｜   | 岩手県 | 岩手郡 雫石町 |
| 赤渕駅       | 3.3      | 22.0     |                                                                                               | ◇    | 岩手県 | 岩手郡 雫石町 |
| 大地沢信号場 | -        | 28.6     |                                                                                               | ◇    | 岩手県 | 岩手郡 雫石町 |
| 志度内信号場 | -        | 34.4     |                                                                                               | ◇    | 秋田県 | 仙北市        |
| 田沢湖駅     | 18.1     | 40.1     |                                                                                               | ◇    | 秋田県 | 仙北市        |
| 刺巻駅       | 4.3      | 44.4     |                                                                                               | ◇    | 秋田県 | 仙北市        |
| 神代駅       | 8.4      | 52.8     |                                                                                               | ◇    | 秋田県 | 仙北市        |
| 生田駅       | 2.5      | 55.3     |                                                                                               | ｜   | 秋田県 | 仙北市        |
| 角館駅       | 3.5      | 58.8     | 秋田内陸縦貫鉄道：■秋田内陸線                                                                 | ◇    | 秋田県 | 仙北市        |
| 鶯野駅       | 2.8      | 61.6     |                                                                                               | ｜   | 秋田県 | 大仙市        |
| 羽後長野駅   | 3.0      | 64.6     |                                                                                               | ◇    | 秋田県 | 大仙市        |
| 鑓見内駅     | 3.3      | 67.9     |                                                                                               | ｜   | 秋田県 | 大仙市        |
| 羽後四ツ屋駅 | 2.3      | 70.2     |                                                                                               | ◇    | 秋田県 | 大仙市        |
| 北大曲駅     | 1.8      | 72.0     |                                                                                               | ｜   | 秋田県 | 大仙市        |
| 大曲駅       | 3.6      | 75.6     | 東日本旅客鉄道：■秋田新幹線（秋田方面）・■奥羽本線                                            | ∧    | 秋田県 | 大仙市        |

- 2023年度の時点で、JR東日本自社による乗車人員集計[27]の対象駅は、盛岡駅・雫石駅・田沢湖駅・角館駅・羽後長野駅・大曲駅である。それ以外の駅は完全な無人駅のため集計対象から外されている。

## 平均通過人員
各年度の平均通過人員（秋田新幹線を含む）は以下のとおりである。
| 年度                   | 平均通過人員（人/日） | 出典   |
| 年度                   | 盛岡 - 大曲           | 出典   |
| ---------------------- | --------------------- | ------ |
| 1987年度（昭和62年度） | 4,109                 | [ 28 ] |
| 2009年度（平成21年度） | 6,444                 | [ 28 ] |
| 2010年度（平成22年度） | 6,382                 | [ 28 ] |
| 2011年度（平成23年度） | 6,159                 | [ 28 ] |
| 2012年度（平成24年度） | 6,665                 | [ 28 ] |
| 2013年度（平成25年度） | 6,915                 | [ 28 ] |
| 2014年度（平成26年度） | 6,830                 | [ 29 ] |
| 2015年度（平成27年度） | 6,945                 | [ 29 ] |
| 2016年度（平成28年度） | 6,957                 | [ 29 ] |
| 2017年度（平成29年度） | 7,047                 | [ 29 ] |
| 2018年度（平成30年度） | 7,023                 | [ 29 ] |
| 2019年度（令和元年度） | 6,703                 | [ 30 ] |
| 2020年度（令和02年度） | 2,553                 | [ 30 ] |
| 2021年度（令和03年度） | 3,061                 | [ 30 ] |
| 2022年度（令和04年度） | 4,794                 | [ 30 ] |
| 2023年度（令和05年度） | 6,320                 | [ 31 ] |